# اچ‌ام‌اس اوریالوس (اف۱۵)
اچ‌ام‌اس اوریالوس (اف۱۵) (به انگلیسی: HMS Euryalus (F15)) یک کشتی بود که طول آن ۲۶۷ فوت ۱۰ اینچ (۸۱٫۶۴ متر) بود. این کشتی در سال ۱۹۶۳ ساخته شد.